# Le Roi des Aulnes (poème)
Erlkönig
Pour les articles homonymes, voir Le Roi des aulnes.
Le Roi des Aulnes (Erlkönig en allemand) est un poème de Johann Wolfgang von Goethe écrit en 1782. Le thème trouve son origine dans la culture danoise, où le Roi des Aulnes est nommé « Ellerkonge » (roi des elfes). Le mot « Erlkönig » est né d'une traduction fautive en allemand du mot danois « Eller » et aurait dû s'écrire « Erlenkönig ».    

## Sujet du poème
Par une nuit d'orage, un père chevauche, à travers une forêt sombre, avec son jeune fils dans ses bras. L'enfant croit voir dans l'obscurité la forme du Roi des Aulnes, une créature maléfique, et il est effrayé. Le père calme son fils : ce qu'il voit n'est que « le brouillard qui traîne ». Mais la figure fantomatique ne quitte pas l'enfant. Avec un discours persuasif, le Roi des Aulnes invite le « gentil enfant » à venir dans son royaume pour se distraire avec ses filles. L'enfant est toujours agité. Encore une fois, le père essaie de trouver une explication naturelle à ses hallucinations : ce ne serait que le bruissement des feuilles et le reflet d'arbres centenaires. Mais la vision est plus menaçante, et le fils est pris de panique. Lorsque le Roi des Aulnes saisit l'enfant, le père perd son sang-froid et essaie de galoper aussi vite qu'il peut pour atteindre la ferme. Mais il y arrive trop tard et son enfant est mort dans ses bras.

## Texte original et adaptations en français
| Texte original | Adaptation par Jacques Porchat (1861) | Adaptation par Xavier Nègre (?) |
| --- | --- | --- |
| Wer reitet so spät durch Nacht und Wind? Es ist der Vater mit seinem Kind. Er hat den Knaben wohl in dem Arm, Er fasst ihn sicher, er hält ihn warm. Mein Sohn, was birgst du so bang dein Gesicht? – Siehst Vater, du den Erlkönig nicht! Den Erlenkönig mit Kron' und Schweif? – Mein Sohn, es ist ein Nebelstreif. – „Du liebes Kind, komm geh' mit mir! Gar schöne Spiele, spiel ich mit dir, Manch bunte Blumen sind an dem Strand, Meine Mutter hat manch gülden Gewand.“ Mein Vater, mein Vater, und hörest du nicht, Was Erlenkönig mir leise verspricht? – Sei ruhig, bleibe ruhig, mein Kind, In dürren Blättern säuselt der Wind. – „Willst feiner Knabe du mit mir geh'n? Meine Töchter sollen dich warten schön, Meine Töchter führen den nächtlichen Reihn, Und wiegen und tanzen und singen dich ein.“ – Mein Vater, mein Vater, und siehst du nicht dort Erlkönigs Töchter am düsteren Ort? – Mein Sohn, mein Sohn, ich seh’ es genau, Es scheinen die alten Weiden so grau. – „Ich liebe dich, mich reizt deine schöne Gestalt, Und bist du nicht willig, so brauch ich Gewalt!“ Mein Vater, mein Vater, jetzt fasst er mich an, Erlkönig hat mir ein Leids getan. – Dem Vater grauset's, er reitet geschwind, Er hält in den Armen das ächzende Kind, Erreicht den Hof mit Mühe und Not, In seinen Armen das Kind war tot. | Qui chevauche si tard à travers la nuit et le vent ? C'est le père avec son enfant. Il porte l'enfant dans ses bras, Il le tient ferme, il le réchauffe. « Mon fils, pourquoi cette peur, pourquoi te cacher ainsi le visage ? Père, ne vois-tu pas le roi des Aulnes, Le roi des Aulnes, avec sa couronne et ses longs cheveux ? — Mon fils, c'est un brouillard qui traîne. — Viens, cher enfant, viens avec moi ! Nous jouerons ensemble à de si jolis jeux ! Maintes fleurs émaillées brillent sur la rive ; Ma mère a maintes robes d'or. — Mon père, mon père, et tu n'entends pas Ce que le roi des Aulnes doucement me promet ? — Sois tranquille, reste tranquille, mon enfant : C'est le vent qui murmure dans les feuilles sèches. — Gentil enfant, veux-tu me suivre ? Mes filles auront grand soin de toi ; Mes filles mènent la danse nocturne. Elles te berceront, elles t'endormiront, à leur danse, à leur chant. — Mon père, mon père, et ne vois-tu pas là-bas Les filles du roi des aulnes à cette place sombre ? — Mon fils, mon fils, je le vois bien : Ce sont les vieux saules qui paraissent grisâtres. — Je t'aime, ta beauté me charme, Et, si tu ne veux pas céder, j'userai de violence. — Mon père, mon père, voilà qu'il me saisit ! Le roi des Aulnes m'a fait mal ! » Le père frémit, il presse son cheval, Il tient dans ses bras l'enfant qui gémit ; Il arrive à sa maison avec peine, avec angoisse : L'enfant dans ses bras était mort. | Quel est ce cavalier qui file si tard dans la nuit et le vent ? C'est le père avec son enfant ; Il serre le petit garçon dans son bras, Il le serre bien, il lui tient chaud. « Mon fils, pourquoi caches-tu avec tant d'effroi ton visage ? — Père, ne vois-tu pas le Roi des Aulnes ? Le Roi des Aulnes avec sa traîne et sa couronne ? — Mon fils, c'est un banc de brouillard. — Cher enfant, viens, pars avec moi ! Je jouerai à de très beaux jeux avec toi, Il y a de nombreuses fleurs de toutes les couleurs sur le rivage, Et ma mère possède de nombreux habits d'or. — Mon père, mon père, et n'entends-tu pas, Ce que le Roi des Aulnes me promet à voix basse ? — Sois calme, reste calme, mon enfant ! C'est le vent qui murmure dans les feuilles mortes. — Veux-tu, gentil garçon, venir avec moi ? Mes filles s'occuperont bien de toi Mes filles mèneront la ronde toute la nuit, Elles te berceront de leurs chants et de leurs danses. — Mon père, mon père, et ne vois-tu pas là-bas Les filles du Roi des Aulnes dans ce lieu sombre ? — Mon fils, mon fils, je vois bien : Ce sont les vieux saules qui paraissent si gris. — Je t'aime, ton joli visage me charme, Et si tu ne veux pas, j'utiliserai la force. — Mon père, mon père, maintenant il m'empoigne ! Le Roi des Aulnes m'a fait mal ! » Le père frissonne d'horreur, il galope à vive allure, Il tient dans ses bras l'enfant gémissant, Il arrive à grand-peine à son port ; Dans ses bras l'enfant était mort. |

## Interprétations

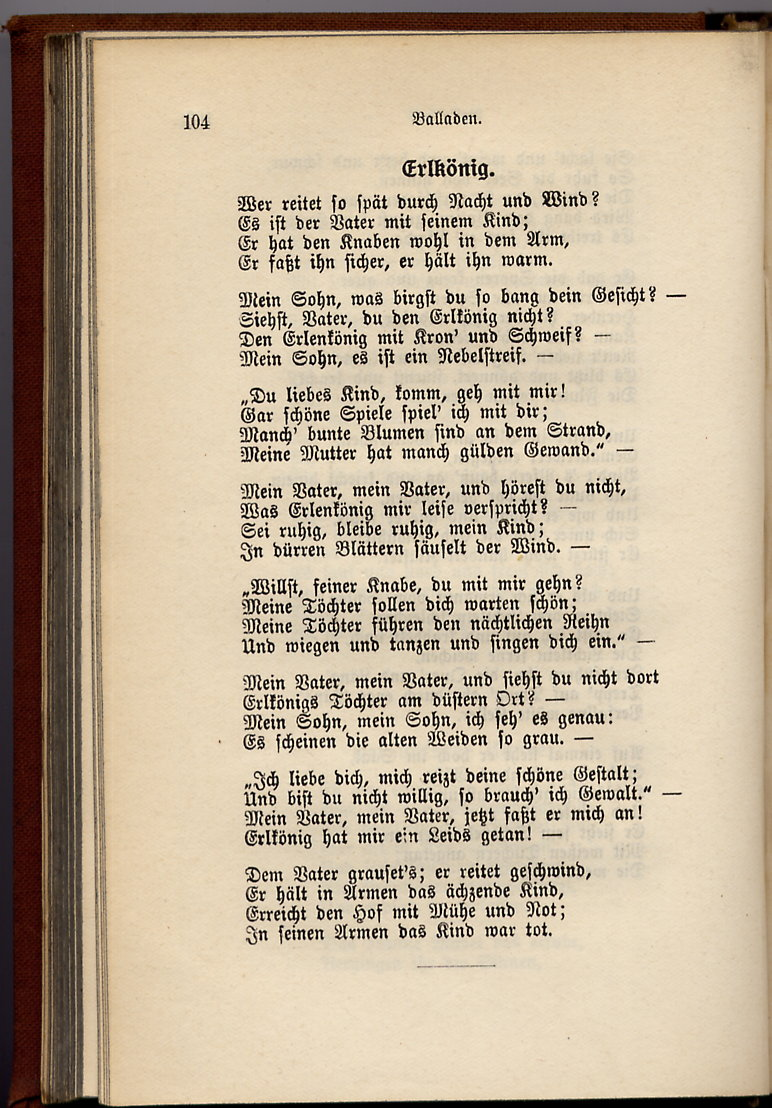
Œuvres de Goethe. Premier tome, 1782.

Le poème de Goethe contient un certain nombre de non-dits que le lecteur doit interpréter. Nous ne savons pas comment l'enfant connaît le nom « Roi des Aulnes » (Erlkönig) et pourquoi il en a peur malgré son apparente gentillesse. À la fin du poème, le temps de narration passe au prétérit. Il n'est pas dit de quoi l'enfant meurt. L'enfant peut également signifier la part d'enfance subsistant chez un homme.
La plupart des interprétations du poème postulent la non-existence de ce que le garçonnet perçoit. Elles voient, comme le père dans le poème, le Erlkönig comme une simple hallucination due à la peur et à la fièvre, comme un effet de la maladie à laquelle l'enfant succombera à la fin de la ballade.
Un deuxième groupe de critiques pense que l'interprétation du père est fausse et que l'expérience de l'enfant est réelle. La croyance selon laquelle les terrains marécageux recouverts d'aulnes (Erlenbrüchen) étaient habités par des forces magiques et que des maléfices en émanaient, était jadis commune. La référence à l'aulne renvoie au mot danois ellerkonge qui signifie « roi elfique », cette référence est faite par Goethe de façon tout à fait intentionnelle. Il se peut que le poème évoque les opérations magiques qui  ôtent la vie d'une jeune personne sans défense.
Certains vers comme Viens, cher enfant, viens avec moi ! ou  Je t'aime, ta beauté me charme, et, si tu ne veux pas céder, j'userai de violence renvoient à un abus sexuel sur mineur ; c'est pourquoi certains auteurs pensent que le poème évoque un viol. Ainsi le sociologue allemand Rüdiger Lautmann décrit le Roi des Aulnes non comme un pédophile mais comme un violeur. 
En 2005, lors de la 55e Semaine de psychothérapie de Lindau, la psychanalyste Luise Reddemann  a exposé la thèse selon laquelle le poème serait le cauchemar d'une victime de violence sexuelle : d'un côté le père comme « bon père », de l'autre le roi des Aulnes comme « méchant père ». La mort de l'enfant dans cette interprétation est une mort mentale.
Selon d'autres interprètes, la figure du Roi des Aulnes incarne les premiers sentiments inconscients de la puberté. Il représente la nature masculine du garçon. À la suite de l'excursion nocturne dans la vie démoniaque, le garçonnet est privé de son innocence et finalement forcé de quitter son enfance. Sa mort symbolise la fin inéluctable de son insouciance et son inévitable entrée dans le monde des adultes. Sa nature masculine va littéralement chercher l'enfant qui fuit. Le galop du père cherche à ramener le fils à la maison parentale protectrice pour le sauver. Les tentatives et la lutte désespérée du père ne peuvent rien face aux impulsions naturelles de l'enfant et le père ne peut arrêter le temps qui avance et l'éveil de la sexualité chez son fils.

## Adaptations

### Musique

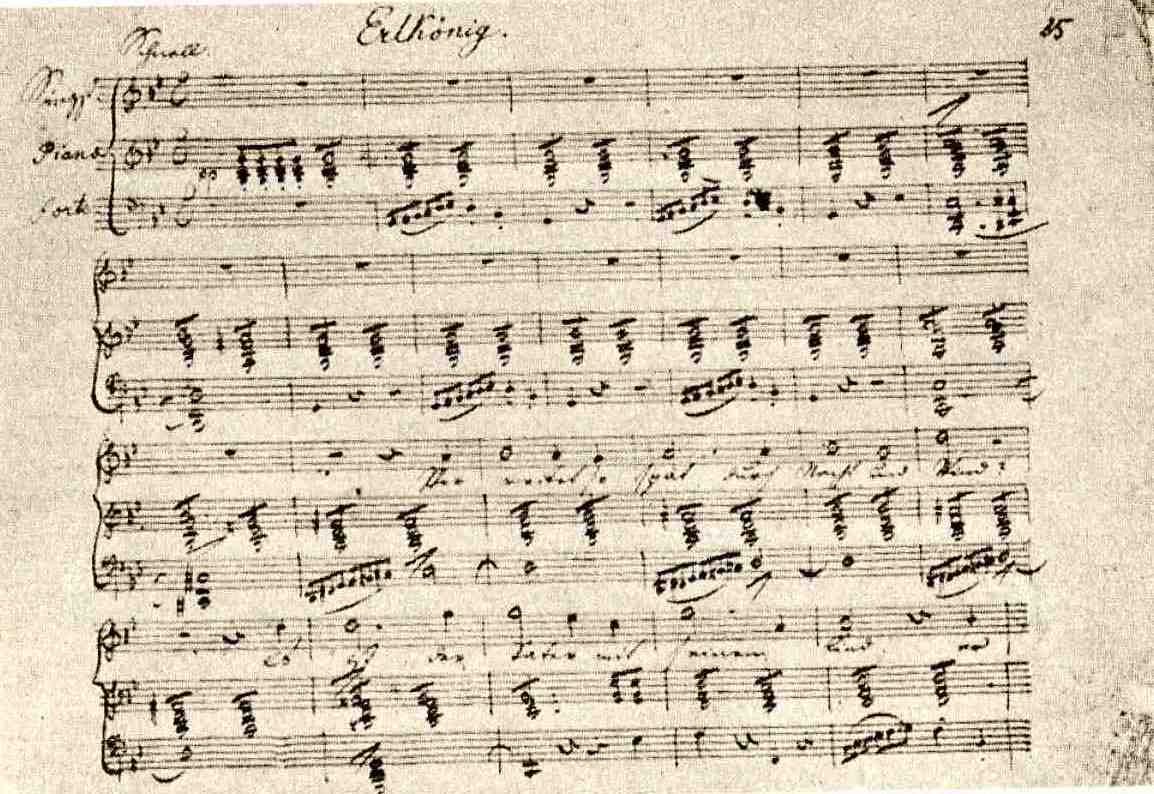
Première page du lied de Franz Schubert

Le poème a été souvent mis en musique :
- L'adaptation la plus connue est le lied Erlkönig op. 1 (D. 328) de Franz Schubert, composé en 1813 et chanté pour la première fois par le baryton Johann Michael Vogl le 7 mars 1821.
- Également connue est la composition de Carl Loewe (1818), qui a essayé de gagner la faveur de Goethe, en allant le voir personnellement. Cela a été leur unique rencontre. Mais comme il n'y avait pas de piano dans la maison de Goethe, le plan a échoué. Loewe a également composé la ballade Herr Oluf sur un texte de Johann Gottfried Herder d'après une ballade populaire danoise, qui est une variante de l'histoire.
- Johann Friedrich Reichardt avait déjà mis la ballade en musique en 1794.
- Louis Spohr a mis en musique en 1856 la ballade pour baryton avec accompagnement de piano et violon.
- D'autres compositeurs ont mis le poème en musique au XVIIIe et XIXe siècles, par exemple Andreas Romberg (1793), Corona Schröter (1782), Gottlob Bachmann (1798/99), Max Eberwein (1826), Friedrich Methfessel (1805), Carl Friedrich Zelter (1797), August Engelberg (1841), Anselm Hüttenbrenner (1829), Bernhard Klein (1815/16) et Václav Jan Tomášek (1815).
- Au XXIe siècle on trouve les adaptations pour chœur de Tapani Länsiö (2002) et de Huub de Lange (2004).

Dans la musique pop, la ballade a été souvent utilisée :
- En 2002 est apparue une version du poème par Achim Reichel dans le CD Wilder Wassermann.
- Le groupe de Neue-Deutsche-Härte Rammstein a écrit une adaptation du Roi des Aulnes dans la chanson Dalai Lama de l'album Reise, Reise.
- Le groupe « Hypnotic Grooves » l'a traitée dans l'album Rosebud : songs of Goethe and Nietzsche (1999), dans le cadre de "Weimar - Ville du patrimoine mondial en 1999" et l'a fait interpréter par Jo van Nelsen.
- En 2000, le Roi des Aulnes a été mis en musique par l'acteur suisse Daniel Bill dans une version rock sur le CD Scream in the night.
- Sur le Jenzig-Album der Neofolk-Gruppe „Forseti“ on trouve également une version de la ballade.
- Josh Ritter l'a traitée avec The Oak Tree King en 2007 au Verbier Festival.
- Le Paganfolk-Projekt Falkenstein a interprété la ballade dans son album Urdarbrunnen paru en 2008.
- Une version pop a été écrite par l'auteur-compositeur ERLKÖNIG et l'artiste vidéo VJ. Vanessa.
- Le groupe allemand a cappella « Maybebop » a présenté en 2013 une adaptation du Erlkönig de Schubert.
- En 2015, une nouvelle adaptation écrite par Philonico voit le jour. La chanson s'intitule Retiens-les ; elle a été composée et interprétée par Pixote Diaz, JC Benitez et Philonico.
- Le groupe Epica s'inspire de ce poème dans la chanson "Once upon a nightmare" de l'album The Holographic Principle (2016)

### Littérature
- Une des premières œuvres de Walter Scott a été sa traduction en anglais du Roi des Aulnes (1797)[7].
- En 1970, l'écrivain français Michel Tournier a publié son roman Le Roi des Aulnes. Ce roman a été adapté à l'écran en 1995 par Volker Schlöndorff sous le titre Le Roi des Aulnes (The Ogre - Der Unhold).
- Dans son roman paru en 2002 Tod eines Kritikers, Martin Walser appelle le personnage principal André Ehrl-König.
- Le titre du roman historique Das Erlkönig-Manöver (2007) de Robert Löhr fait allusion à Napoléon.
- Andrew Birkin, dans son adaptation au cinéma en tant que scénariste et réalisateur de Brûlant Secret, nouvelle de Stefan Zweig, a utilisé un extrait du poème récité en voix off.
- Robert M. Pirsig,  Traité du zen et de l'entretien des motocyclettes.
- Le Roi des Aulnes, une nouvelle parmi celles du recueil d’Angela Carter La compagnie des loups.
- Le Roi des Aulnes, une nouvelle du recueil de John Connolly Nocturnes.
- Les Refuges, Jérôme Loubry, Calmann-Levy, 2019[8].
- Gilded, livre de Marissa Meyer paru en 2021, contient de très nombreuses références au Roi des Aulnes (qui est un des personnages centraux de l'histoire).

### Cinéma
- Le Roi des Aulnes (1909), film muet français réalisé par Segundo de Chomon.
- Le Roi des Aulnes (1931), film français réalisé par Marie-Louise Iribe.
- Le Roi des Aulnes (1996), film germano-franco-anglais réalisé par Volker Schlöndorff.
- Mont Foster (2019), film canadien réalisé par Louis Godbout.